# لورنسو
لورنسو هو لاعب كرة قدم برازيلي في مركز الهجوم، ولد في 7 سبتمبر 1997 في بيلو هوريزونتي في البرازيل. لعب مع نادي أفاي لكرة القدم.

## وصلات خارجية
- لورنسو على موقع قاعدة بيانات كرة القدم.إي يو (الإنجليزية)
- لورنسو على موقع Soccerway.com (الإنجليزية)